# Башкин, Матвей Семёнович
Матвей Семёнович Башкин (XVI век) — представитель реформационного движения. Происходил из детей боярских. Одним из первых на Руси выступил против холопства.
Матвей Башкин происходил из семьи мелкопоместных детей боярских, входил в III статью «избранной тысячи».. Его отец Семен Иванович и дядя Алексей Иванович, согласно выписи 1519 года, были совладельцами деревни Башкино в волости Великая Слобода Переяславского уезда. Крестьян не имели и землю обрабатывали сами. Первое известие о Матвее относится к 1547 году, когда он вместе с Ф. Г. Адашевым, Ф. М. Нагим, Ф. И. Шуйским и Д. Р. Юрьевым выступал поручителем за опального князя И. И. Турунтая-Пронского. В середине XVI века братья Федор и Матвей Башкины уже имели поместья в Боровском уезде. Дата рождения и смерти неизвестны.

## Разговор со священником
Во время Великого поста 1553 года Башкин пришёл на исповедь к священнику Благовещенского собора Симеону, однако не ограничился покаянием, а сам, по сути, стал учить священника, призывая его «бдеть о душах наших». В другую встречу, уже на подворье Симеона, говорил: «Надобно не только читать написанное в беседах тех, а и совершать на деле. А начало от вас: прежде вам, священникам следует показать начало собою и нас научить». В следующую встречу он уже позвал благовещенского священника к себе. Здесь он сообщил, что отпустил своих холопов на волю, изодрав холопьи грамоты. Подкрепил это евангельской цитатой. Впрочем, сказанное Башкиным пришлось Симеону по душе. Как он впоследствии написал в челобитной: «И мне то показалося добро».

Написано: весь закон заключается в словах — возлюби искреннего своего, как сам себя; если вы себя грызёте и терзаете, то смотрите, чтобы вы не съели друг друга. Вот, мы Христовых рабов держим у себя рабами, а Христос всех называет братиею; а у нас на иных кабалы нарядные (фальшивые), на иных полные, а другие беглых держат. Благодарю Бога моего, у меня были кабалы полные, да я их всех изодрал, держу людей у себя добровольно; кому хорошо у меня — пусть живёт, а не нравится, пусть идёт куда хочет; а вам, отцам, надобно посещать нас, мирян, почаще да научать нас, как самим жить и как людей у себя держать, чтобы их не томить.

В конце концов он сообщил о столь странном духовном чаде своему сослужителю, протопопу Сильвестру: «Пришёл ко мне сын духовный необычен и великими клятвами умолил меня принять его на исповедь в Великий пост; многое предлагает мне вопросы недоуменные; требует от меня поучения, а в ином и сам меня учит, и я удивился тому и весьма усомнился». Сильвестр отвечал: «Каков-то сын то будет у тебя, а слава носится про него недобрая». То есть о Башкине уже говорили как о человеке подозрительном. Сильвестр решается доложить царю, но того в столице нет: он отправился в паломничество в Кирилло-Белозерский монастырь. За отсутствие царя состоялась ещё одна встреча благовещенского протопопа и Башкина. Опять он позвал священника к себе и показал «Апостол», густо размеченный воском, и начал излагать свои сомнения, а ещё более толкования, которые показались Симеону «не по существу и развратными». В июле Башкин со своими толкованиями предстал перед царём.
Из-за угрозы со стороны Крыма дело было отложено, а сам смутьян оказался в подклети царского дворца под охраной двух иноков Иосифо-Волоколамского монастыря. В заключении он вдруг стал бесноваться, но потом стал каяться и выдал своих единомышленников: Григория и Ивана Борисовых и других, и сознался, что своё учение он позаимствовал от аптекаря Матфея литвина и Андрея Хотеева, «латынников» . Башкин так же сообщил, что заволжские старцы не только «не хулили его злобы», но и ещё укрепляли его в ней.

## Ересь Башкина
Поскольку никаких сочинений Башкина не сохранилось, судить о его учении можно лишь по репликам противников. Так, из посланий митрополита Макария в Соловецкий монастырь и царя к Максиму Греку узнаём, в чём состояла ересь Башкина и его последователей:

1) Господа Бога и Спаса нашего Иисуса Христа неравна Его Отцу поведают;
2) честное и святое тело Его и честную и святую кровь Его ни во что ж полагают, но токмо прост хлеб и просто вино вменяют;
3) святую и соборную апостольскую церковь отричют, глаголюще, яко верных собор — сие есть токмо церковь, сия же зданная ничтоже есть;
4) божественныя плоти Христовы воображение и Пречистыя Богоматери и всех святых Его честных икон изображение идолы наричют;
5) покаяние ни во что же полагают, глаголюще: как престанет грех творити, аще у священника и не покается, несть ему греха;
6) отеческое предание и их жития баснословие вменяют;
7) вся божественная писания баснословие наричют, апостол же и евангелие не истинно излагают.

## Соборный суд
После того как смута, вызванная Башкиным, стала известной, его заключили под стражу. В 1553 году для суда над ним был созван собор. Поначалу Башкин отрицал своё еретичество, но впоследствии сознался и выдал своих единомышленников Григория и Ивана Борисовых, а также неких Игнатия и Фому. Решением собора стала ссылка Башкина и братьев Борисовых в Волоколамский монастырь для «вразумления». Башкин прибыл туда 22 декабря 1554 года. Дальнейшая судьба Башкина неизвестна.
Перед Соборным судом предстали также белозерские старцы Исаакий (Белобаев), Савва Шах, Порфирий. Вскоре после суда Исаакий скончался. Наконец, перед судом предстал и Феодосий Косой, привезённый в Москву из Новоезерского монастыря.